# Georgi Filippowitsch Baidukow

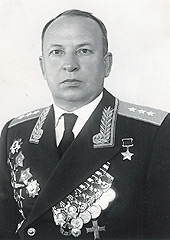
Georgi Filippowitsch Baidukow

Georgi Filippowitsch Baidukow (russisch Георгий Филиппович Байдуков; * 13.jul. / 26. Mai 1907greg. in Taryschta bei Tatarsk, Gouvernement Tomsk, heute Oblast Nowosibirsk; † 28. Dezember 1994 in Moskau) war ein sowjetischer Pilot im Rang Generaloberst der Flieger.

## Leben
Nach seiner Ausbildung zum Dachdecker und dem anschließenden Besuch einer Eisenbahner-Betriebsschule trat Baidukow 1926 in die Rote Armee ein und schloss 1928 seine Ausbildung an der 1. Militärfliegerschule ab. 1931 wurde er Testpilot am Wissenschaftlichen Forschungsinstitut der Luftstreitkräfte, wo er Tschkalow kennenlernte. Von 1934 bis 1935 studierte er an der Schukowski-Akademie. Anschließend begannen Baidukow und Tschkalow mit den Vorbereitungen für einen Langstreckenflug mit einer Tupolew ANT-25, zu deren Besatzung neben ihnen auch Beljakow gehörte und in dessen Verlauf der Dauerflugrekord auf 56 Stunden und 20 Minuten heraufgesetzt werden konnte. Diese Leistung wurde vom 20. bis zum 22. Juli 1936 anlässlich eines Nonstopfluges von Moskau zur Insel Udd (9.374 km) erzielt. Im selben Jahr wurde Baidukow Mitglied der KPdSU. Vom 18. bis 20. Juni 1937 gelang der Besatzung der ANT-25 ein Flug über den Nordpol nach Portland in den USA mit 9130 km Länge. Dafür wurde Baidukow am 24. Juli der Titel Held der Sowjetunion verliehen. Ebenfalls 1937 erflog Baidukow zusammen mit Kastanajew in einer DB-2A zwei Nutzlastrekorde mit 5000 kg über 1000 beziehungsweise 2000 km.
Baidukow wurde im Sowjetisch-Finnischen Krieg 1939/40 Kommandeur eines Fliegerregimentes und blieb dem Militär in den nächsten Jahren treu. Nach Beginn des Großen Vaterländischen Krieges wurde er im November 1941 Stellvertreter und kurz darauf Kommandeur der 31. Fliegerdivision, danach der 211. Fliegerdivision. Später übernahm Baidukow die 212. Schlachtfliegerdivision. Im Dezember 1943 wurde er Kommandeur des 4. Schlachtfliegerkorps. Nach Kriegsende nahm er von 1947 bis 1949 eine leitende Funktion bei der Zivilluftflotte wahr und studierte anschließend an der Generalstabsakademie, die er 1951 abschloss. 1952 begann er mit seiner Arbeit im Verteidigungsministerium. Im Jahre 1961 wurde er Generaloberst der sowjetischen Luftstreitkräfte.
Für seine Leistungen erhielt er zweimal den Leninorden und viele weitere Orden und Medaillen, darunter u. a. die Jubiläumsmedaille „XX Jahre Rote Arbeiter-und-Bauern-Armee“. Er verfasste mehrere Bücher, die durchweg über seine Langstreckenflüge handeln. Nach ihm ist der Baidukow-Nunatak in der Antarktis benannt.